# Chokkanahalli, Chintamani
Chokkanahalli là một làng thuộc tehsil Chintamani, huyện Kolar, bang Karnataka, Ấn Độ.